# Ред Лајон (Пенсилванија)
Ред Лајон (енгл. Red Lion) град је у америчкој савезној држави Пенсилванија.

## Демографија
По попису из 2010. године број становника је 6.373, што је 224 (3,6%) становника више него 2000. године.
| Група             | 2000.         | 2010.         |
| Белци             | 5.946 (96,7%) | 6.004 (94,2%) |
| Афроамериканци    | 37 (0,6%)     | 110 (1,7%)    |
| Азијати           | 25 (0,4%)     | 30 (0,5%)     |
| Хиспаноамериканци | 56 (0,9%)     | 145 (2,3%)    |
| Укупно            | 6.149         | 6.373         |